# Effets du sucre sur la santé

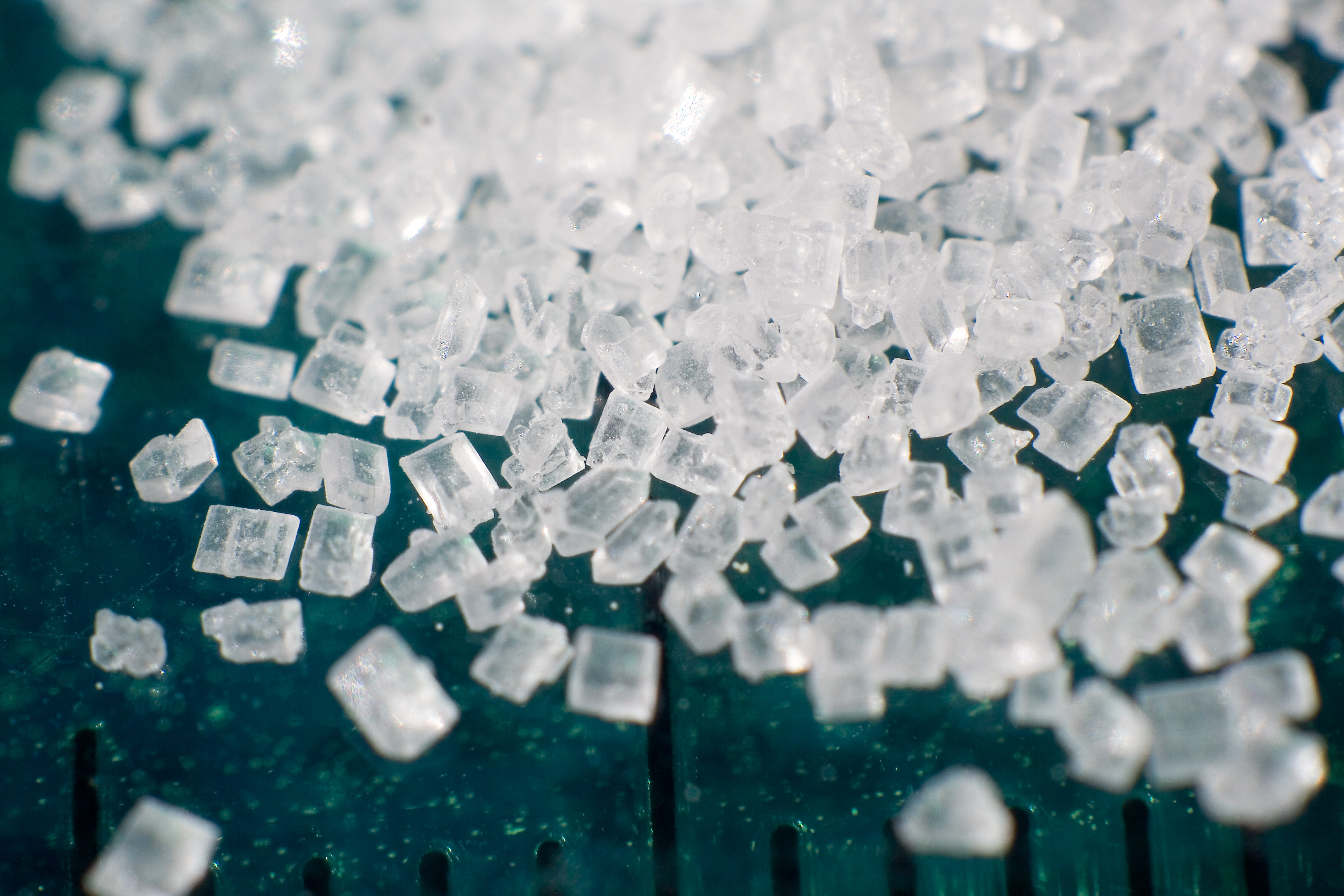
Cristaux de sucre raffiné (macro-photographie).

Les effets du sucre sur la santé, et notamment ceux des sucres ajoutés et des boissons sucrées, font l'objet d'un consensus grandissant dans la communauté scientifique. En effet, une forte majorité des études n'entrant pas en conflit d'intérêts avec l'industrie agroalimentaire montrent par exemple une corrélation entre la forte consommation de sucre (et de sodas sucrés en particulier) et une prise de poids, le risque de goutte et de problèmes cardiovasculaires. La consommation excessive de sucre est en outre directement reliée à plusieurs problèmes métaboliques et effets négatifs sur la santé, favorisant notamment certaines carences nutritionnelles et l'apparition de caries dentaires.
En 2015, des chercheurs américains ont montré que l'industrie sucrière américaine connaissait les effets néfastes du sucre sur la santé bucco-dentaire dès les années 1950, et comment elle a malgré tout promu et soutenu dans les années 1960 et 1970 des programmes scientifiques destinés à éviter toute réduction de la consommation de sucre, et enfin comment elle a influencé (avec succès) les politiques de santé publiques et du commerce du sucre.
Depuis la fin des années 1980, l'Organisation mondiale de la santé (OMS) reconduit régulièrement ses recommandations visant à faire baisser la consommation de sucre, notamment dans le monde occidental. Au niveau mondial, l'apport en sucres libres varie selon l'âge, la situation et le pays. En Europe, celui-ci varie, chez l’adulte, de 7-8 % de la ration énergétique totale en Hongrie et en Norvège à 16-17 % en Espagne et au Royaume-Uni. En 2015, l'OMS conseille de ramener sa consommation de sucres dits « libres » (les sucres ajoutés, ainsi que ceux présents naturellement dans le miel, les sirops et les jus de fruits) à moins de 10 % de l'apport calorique quotidien, voire moins de 5 % si possible.

## Historique

### Création de laSugar Research Foundationet «Sugar Papers»
En 1943, l'industrie sucrière américaine fonde la Sugar Research Foundation (SRF, en français la « Fondation pour la recherche sur le sucre »), en réaction aux recommandations du gouvernement américain de bannir le sucre de sa consommation,.
En mars 2015 parait un article d'une équipe de chercheurs de l'université de Californie à San Francisco analysant les liens entre l'industrie sucrière et le National Institute of Dental Research (NIDR, en français « institut national pour la recherche dentaire », renommé en 1998 le National Institute of Dental and Craniofacial Research, NIDCR, en français « institut national pour la recherche dentaire et craniofaciale ») entre 1966 en 1971, période dans laquelle le NIDR projetait de lancer le National Caries Program (NCP), dont l'objectif était d'éradiquer le problème des caries dentaires en dix ans non pas en limitant la consommation de sucre mais en se concentrant plutôt sur la question du fluor, de la virulence des bactéries buccales et de l'ajout d'additifs dans les produits alimentaires afin de réduire les effets néfastes du sucre. Le National Caries Program, qui dura dix ans, ne parvint pas à réduire le fléau des caries dentaires.
En juin 1966, le 36e président des États-Unis Lyndon B. Johnson demande aux National Institutes of Health (NIH, en français « instituts nationaux de santé ») de lui remettre ses priorités et objectifs de recherches en ce qui concerne la maladie et le handicap, et en juin de la même année, Seymour Kreshover, le directeur du NIDR, suggère au Président Johnson un programme de recherche sur dix ans pour éradiquer le problème des caries dentaires : réduire la virulence des bactéries lorsqu'elles sont exposées au sucre, la distribution du fluorure et la modification de l'alimentation.

### Publication dePure, White, and Deadly
En 1972, le physiologiste britannique John Yudkin publie Pure, White, and Deadly (Pur, blanc et mortel), un ouvrage dans lequel il démontre le lien entre le sucre et les maladies cardiovasculaires. Il rencontre alors une forte résistance de la part de l'industrie sucrière qui obtient l'annulation de plusieurs conférences suspectées de promouvoir des études accusant le sucre, et le classement du livre en catégorie « fiction ». Selon lui, l'idée selon laquelle la matière grasse est la principale responsable des maladies cardiovasculaires, défendue notamment par le biologiste américain Ancel Keys, a influencé les choix politiques et les imaginaires, et l'intérêt de la communauté scientifique pour l'hypothèse qu'il s'agirait plutôt du sucre a diminué.
Alors que l'obésité devient l'un des principaux problèmes de santé publique en Occident, l'hypothèse du sucre revient au devant de la scène. Le livre de Yudkin est réédité par Penguin Books en 2012 et préfacé par l'endocrinologue Robert Lustig.

### Recommandations des autorités de santé
En 1989, un groupe consultatif d'experts de l'Organisation mondiale de la santé (OMS) sur les directives nutritionnelles publie pour la première fois une recommandation dans laquelle il conseille de ramener sa consommation de sucres libres à moins de 10 % de l'apport calorique quotidien.
En 2002, cette recommandation est développée : un comité mixte de l'OMS et de l'Organisation des Nations unies pour l'alimentation et l'agriculture (FAO) recommande de limiter les sucres « libres » ou ajoutés, plus précisément les « monosaccharides et disaccharides ajoutés à la nourriture par le fabricant, le cuisinier ou le consommateur, et les sucres présents dans le miel, les sirops, les jus de fruit et les concentrés de fruit » à 10 % de l'apport calorique total. La World Sugar Research Organisation (WSRO, une organisation de commerce réunissant plus de 30 membres dans le monde ayant des intérêts économiques dans l'industrie sucrière dont Coca-Cola qui a pris le contrôle de l'International Sugar Research Foundation en 1978) obtient que cette recommandation ne soit pas intégrée à la politique de l'OMS et que la recommandation quantitative soit remplacée par une recommandation non spécifique.
En 2015, l'OMS réitère la recommandation formulée dès 1989 de ramener sa consommation de sucres libres à moins de 10 % de l'apport calorique quotidien, et recommande d'aller au-delà si possible, en les ramenant à 5 %. Ce chiffre a été avancé sur la base de trois études au niveau national qui ont pu montrer, dans le cadre de la fin de la Seconde Guerre mondiale, une baisse du nombre de caries chez une population étant passée de 15 kg par personne et par an avant la guerre à 0,2 kg en 1946. La World Sugar Research Organisation a de nouveau fait savoir son intention de s'opposer fortement à ces directives, a suggéré de s'intéresser plutôt à la régulation des dentifrices au fluor.
Ces recommandations s'inscrivent dans un « Plan d’action mondial [de l’OMS] pour la lutte contre les maladies non transmissibles 2013-2020 » établie par l'OMS et visant à arrêter l'augmentation du diabète et de l'obésité et à faire baisser le nombre de décès prématurés dus aux maladies non transmissibles de 25 % avant 2025.
En France, l'Agence nationale de sécurité sanitaire de l'alimentation, de l'environnement et du travail a présenté début 2017 ses recommandations pour actualiser les repères du Programme national nutrition santé (PNNS) : réduire la consommation de viande et de charcuterie, consommer plus de fibres, privilégier les matières grasses riches en oméga-3… Concernant les sucres, la limite recommandée est à 100 g / jour de sucres (c'est-à-dire saccharose, glucose, fructose, mais hors lactose) et à un verre par jour pour la consommation de boissons sucrées.

## État de la recherche

### Revues systématiques
En décembre 2013, quatre chercheurs de l'université de Navarre (Pampelune, Espagne), du Deutsches Institut für Ernährungsforschung (de) (Nuthetal, Allemagne) et de l'Institut de santé Carlos III (Madrid, Espagne) effectuent une revue systématique de 17 revues systématiques (dont une est comptée deux fois car les analyses ont rapporté deux résultats différents, séparant les adultes des enfants/adolescents) sur l'implication des boissons sucrées dans la prise de poids. Onze d'entre elles avaient assuré ne pas avoir de conflits d'intérêts avec l'industrie ou n'avaient rien rapporté, et six d'entre elles en avaient rapporté de possibles. Parmi elles, quatre étaient financées par l'industrie agro-alimentaire mais trois ont rapporté qu'elle n'a pas joué de rôle ni dans la méthodologie ni dans l'interprétation des résultats.
Parmi les revues systématiques ayant rapporté ne pas avoir de conflit d'intérêts, dix sur douze (il y a douze conclusions pour onze études) ont conclu qu'il existait un lien direct entre la consommation de boissons sucrées et la prise de poids ou l'obésité. Cinq revues systématiques sur six ayant des conflits d'intérêts avec l'industrie ont au contraire conclu qu'il n'y avait pas de preuves suffisantes. Les revues ayant un conflit d'intérêts avec l'industrie agro-alimentaire avait cinq fois plus de chance de conclure à une absence de preuves que celles n'en ayant pas.
Dans une revue systématique publiée en 2013, Lisa Te Morenga et son équipe montrent que le sucre augmente la masse corporelle,. Walter C. Willet et David S. Ludwig font remarquer dans le préface de l'article que le lien entre la consommation de sucre et une mauvaise santé est resté un sujet controversé dans les décennies précédentes du fait à la fois de la faiblesse des données disponibles et de la relation conflictuelle entre la communauté scientifique et l'industrie sucrière.

### Facteur d'obésité et de coûts socio-économiques induits
En 2001, une étude confirme que la consommation de boissons sucrés est associée à l'obésité chez les enfants. En 2012, parmi les enfants des États-Unis, 23,9 millions (ou 31,8 %) sont en surpoids, et parmi eux, 12,7 millions sont obèses. Dans ce pays, en 2012 environ 190 milliards de dollars étaient annuellement dépensés en réponse à des problèmes liés à l'obésité, soit 21 % de tous les coûts de soins aux États-Unis.
En 2013 Lisa Te Morenga et son équipe réalisent une revue systématique des études faites sur la relation entre sucre et masse corporelle. Ils y montrent que chez un adulte n'ayant pas de régime alimentaire particulier, une diminution de la consommation de sucre s'associe à une perte de poids, et son augmentation d'une hausse de poids de même envergure. Chez l'enfant les résultats de tests diffèrent mais parce que les demandes de moindre consommation de boissons et d'aliments sucrés n'ont pas été suivies correctement. Les personnes ayant consommé le plus de boissons sucrées étaient en moyenne 1,55 fois plus fréquemment en surpoids ou obèse que ceux en ayant le moins consommé. 
Il est toutefois difficile de conclure quant à l’effet spécifique des sucres par rapport aux autres sources d’énergie. La prise de poids observée dans les études pourrait provenir d’un excès de calories, auquel les sucres et les boissons sucrées peuvent contribuer.  

### Facteur de diabète

Le cercle bleu, symbole universel du diabète.

Une vaste étude épidémiologique européenne basée sur plus de 340 000 participants (issus de la cohorte EPIC), publiée en 2013 dans la revue Diabetologia a conclu qu'une canette de soda par jour suffit à accroître d’environ 20 % le risque de diabète de type 2 (non insulinodépendant), alors que les nectars et jus s'ils sont composés de 100 % de fruits, semblent n’avoir aucun effet. L'aggravation du risque ne concerne pas que les personnes obèses, il reste de 18 % après prise en compte de l’indice de masse corporelle (IMC).
D’après le rapport d’expertise 2016 de l’ANSES, les études ne montrent pas de diminution de la sensibilité à l’insuline ou d’apparition d’une intolérance au glucose liée à la consommation de sucres. « Seul un apport élevé en fructose, de l’ordre de 80 g/j entraîne une diminution de la sensibilité du foie à l’insuline (risque de diabète), sans augmentation de la glycémie à jeun [taux de glucose dans le sang] (déterminant le diabète) ».

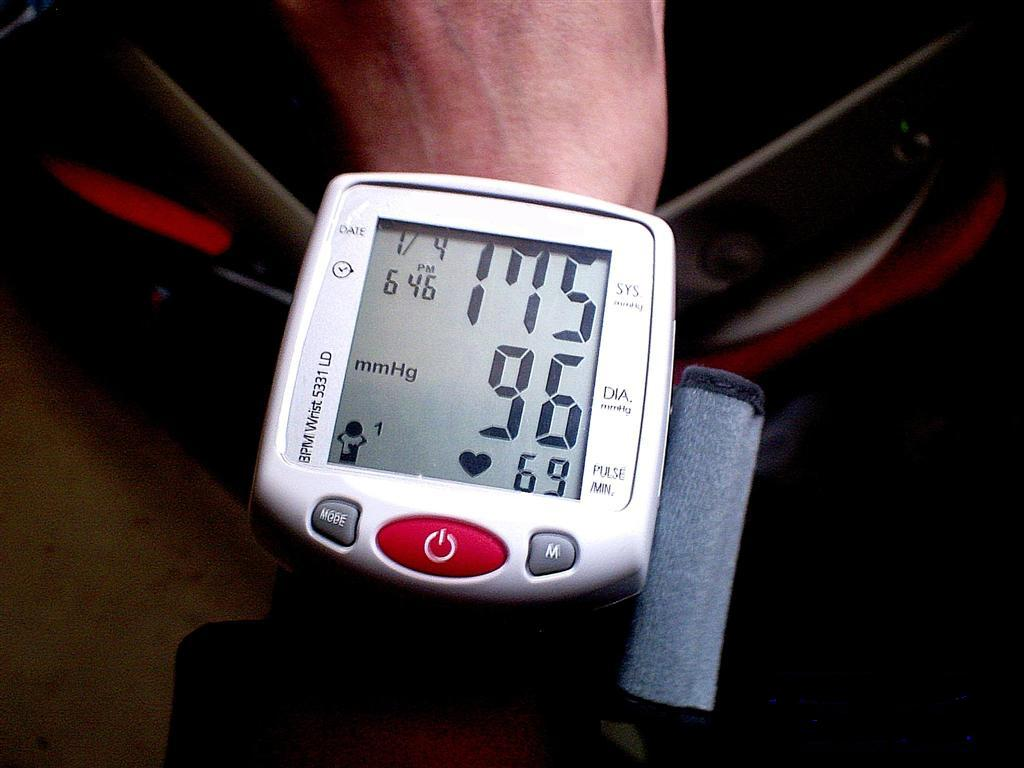
Un manomètre électronique indiquant une hypertension artérielle.

Le fructose a un temps été proposé comme le sucrant idéal pour les personnes atteintes de diabète sucré car ne stimulant pas de sécrétion d'insuline. Depuis il a été prouvé que sa consommation induit indirectement une hausse des cas d'obésité et de diabète sucré de type 2. Sa consommation excessive joue également un rôle dans la résistance grandissante à l'insuline et dans les épidémies d'obésité, d'hypertension artérielle, de dyslipidémie (concentration anormalement élevée de lipides dans le sang) et de diabète de type 2.

### Effets sur la glycémie
Bien qu'une croyance populaire évoque une plus grande implication de la consommation de féculents que de celle de saccharose (diholoside composé de fructose et de glucose) dans le hausse du taux de glucose dans le sang, les études montrent que la préparation (cru ou cuit) influe beaucoup sur la réaction du corps quant au taux de glucose.

### Effets sur le cœur et la circulation sanguine
En 2007, une équipe de recherche de l'université de Floride (Gainesville, États-Unis), du Baylor College of Medicine (Houston, États-Unis), de l'université pour femmes Ewha (Séoul, Corée du Sud), de la Foundation for Applied Molecular Evolution (Gainesville, États-Unis) et de l'Instituto Nacional de Cardiologia (es) (Mexico, Mexique) montre que la consommation de sucre, et de fructose en particulier, jouerait un rôle important dans l'épidémie de maladies cardio-rénales. Il semble que ce soit en partie dû au fait que le fructose augmente le taux d'acide urique (hyperuricémie, qui jouerait un rôle clé dans l'apparition de ces maladies.

### Facteur de cancers
Une vaste étude de cohorte « NutriNet-Santé » conclut que les boissons sucrées sont un facteur de cancer, et notamment de cancer du sein. Toutes les boissons sucrées ont cet effet, y compris les jus composés de fruits à 100 %. « Une augmentation de 100 ml par jour en moyenne de la consommation de boissons sucrées, ce qui correspond à un petit verre ou près d'un tiers de cannette standard [330 ml en Europe et 355 ml en Amérique du Nord], est associée à une augmentation de 18 % du risque de cancer. »

### Effets inflammatoires et en termes de stress oxydant
Quelques études montrent un lien entre une consommation régulière de sucre et l'augmentation de certains marqueurs du stress oxydant et de marqueurs inflammatoires, y compris chez les enfants selon plusieurs études.

### Effets sur la goutte (arthrite)
L'hyperuricémie est précurseur de la goutte qui est la forme d'arthrite inflammatoire la plus fréquente chez les hommes adultes blancs américains et dont la prévalence et l'incidence ont doublé aux États-Unis ces dernières décennies au même rythme que celui de l'augmentation de consommation de boissons gazeuses sucrées (+ 61 % chez les adultes de 1977 à 1997). La goutte peut être déclenchée par l'ingestion de purine et d'alcool, faiblement présents dans certaines boissons gazeuses sucrées, mais aussi par certains sucres dont le fructose (seul hydrate de carbone connu pour augmenter les niveaux d'acide urique,,,,).
Il y a plus d'un siècle, en 1893, Osler recommandait déjà un régime pauvre en fructose comme moyen de prévention de la goutte.   
Plus récemment (2007), une étude basée sur un panel de 14 761 adultes nord-américains a confirmé que le risque d'hyperuricémie augmente avec la consommation de boissons gazeuses sucrées, mais pas avec les boissons gazeuses non-sucrées ou sucrées par un édulcorant ; Chez ces adultes d'âge moyen de 45 ans, le taux moyen d'acide urique dans le sérum était de 5,32 mg/dl (6,05 mg/dl chez les hommes et 4,63 mg/dl chez les femmes). 18 % des sujets étaient hyperuricémiques (19 % des hommes et 17 % des femmes). De plus le fructose augmente le taux d'insuline, la résistance à l'insuline et l'adiposité,,,,,. Le risque encore accru chez l'Homme pourrait être expliqué par le rôle de certaines hormones féminines (œstrogènes) protectrices contre l'hyperinsulinemie en cas de régime riche en fructose,,. 
Le jus d'orange, source commune de fructose naturel peut aussi faire monter les taux sériques d'acide urique dans cette étude.

### Effets pendant la grossesse
Une étude réalisée aux États-Unis et publiée en 2018 a mis en évidence une corrélation défavorable entre une consommation excessive de boissons sucrées pendant la grossesse ou la jeune enfance et les aptitudes cognitives de l'enfant (selon le test KBIT-II). La consommation maternelle et infantile de sodas édulcorés présente la même tendance. Inversement, la consommation maternelle ou infantile de fruits est corrélée avec de meilleures aptitudes cognitives du nourrisson et du jeune enfant.

### Effets sur le cerveau

#### Plasticité neuronale
Une étude parue en 2002 dans la revue Neuroscience conclut qu'un régime riche en matières grasses et en sucre raffiné diminue la plasticité neuronale et les capacités d'apprentissage. Toutefois, selon une autre étude parue en 2008 dans la revue Nature Reviews Neuroscience, les lipides, notamment insaturés et oméga-3, ont un effet bénéfique sur la fonction cognitive et la plasticité neuronale.

#### Glucose et performance mentale
Le cerveau, réseau dense et actif de neurones, a constamment besoin de glucose (dont le sucre est une des sources), mais n'est pas capable de le stocker. Son apport doit être continu grâce au système de régulation de la glycémie de l'organisme. Les études qui associent sucre et performance mentale sont principalement réalisées sur le glucose. Il a été démontré que l'administration de glucose peut améliorer le fonctionnement cognitif, en particulier la mémoire à court terme et l'attention. Cependant une telle administration conduit à un pic de glucose disponible ce qui a des effets délétères sur les capacités cognitives à long terme. À l'inverse, il faut éviter les pics et creux de glucose disponible, ce qui peut être atteint avec un régime pauvre en acides gras saturés et à faible indice glycémique.

#### Comportement addictif
Une étude publiée en novembre 2001 montre que l'excès de consommation de sucre chez des rats induit des comportements addictifs similaires à ceux de la consommation de drogue.
D'autres études montrent des parallèles et recoupements entre la consommation de sucre chez des animaux et la consommation de drogues, à la fois d'un point de vue cérébral et comportemental. On retrouve notamment des effets comme l'envie, la tolérance, le sevrage, la dépendance. Une étude menée en 2007 sur des rats montre que le sucre a un potentiel addictif plus élevé que la cocaïne. Certains chercheurs mettent en garde contre l'extrapolation de ces conclusions à l'humain,.

#### Stress
Une partie des études montrent également l'implication des boissons et préparations très sucrées dans les cas de stress oxydant et inflammatoire.

### Santé bucco-dentaire
Une écrasante majorité de scientifiques associe la consommation de sucre avec l'apparition de caries dentaires.
Trois études au niveau national ont pu comparer l'apparition de caries chez une population recevant moins de 5 % de l'apport calorique quotidien en sucre et une population qui en reçoit entre 5 et 10 %. Elles ont pu être mené dans le cadre de la fin de la Seconde Guerre mondiale, où la consommation de sucre est passée de 15 kg par personne et par an avant la guerre à 0,2 kg en 1946. Elles ont permis d'observer une baisse des caries dentaires.

## Prévention

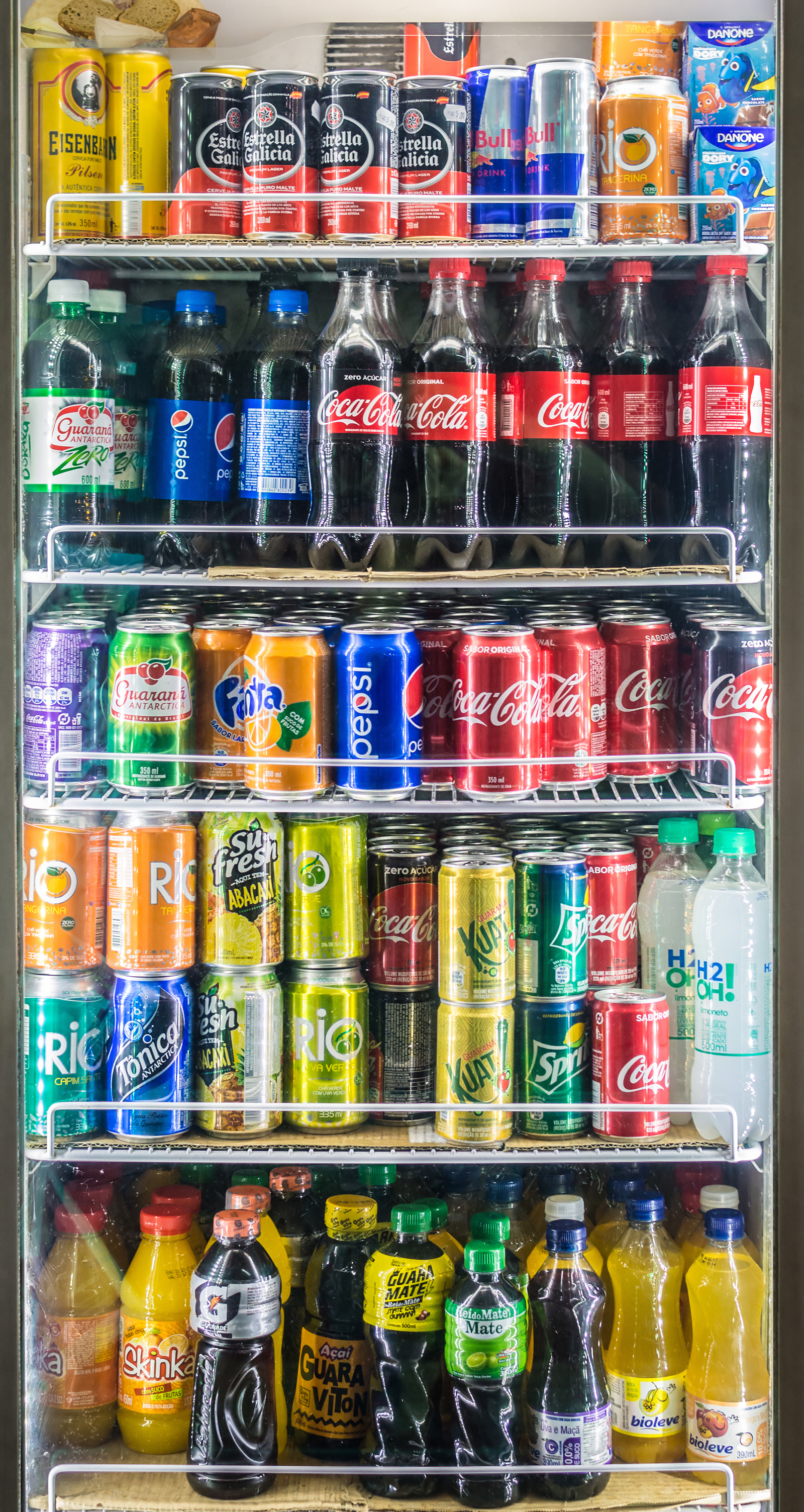
Sodas en vente dans une épicerie.

La prévention par l'éducation est la mesure la plus développée, mais qui ne semble pas pouvoir contrebalancer les effets de la publicité et d'une large diffusion des sucres cachés. 
Selon l'American Heart Association, un effort devrait porter sur les boissons sucrées qui sont aux États-Unis la première source de sucre ajouté dans l'alimentation (les boissons gazeuses et sucrées, boissons énergisantes ou sportives, eaux et thés sucrés et parfumés, et certains jus de fruits) ; « Des initiatives visant à réduire la consommation de sodas, y compris par des taxes sur ces produits, pourraient constituer une stratégie importante pour améliorer la nutrition et recueillir des fonds pour les efforts de prévention de l'obésité » ; une simple taxe d'un cent par once sur les bouteilles de 20 onces rapporterait environ 13 milliards de dollars de recettes fiscales par an aux États-Unis.

### Publications scientifiques

#### Conflits d'intérêts
- (en) Trevor Jackson, « How science is going sour on sugar », British Medical Journal,‎ 11 janvier 2013 (DOI 10.1136/bmj.f307, lire en ligne) :
- (en) Maira Bes-Rastrollo, Matthias B. Schulze, Miguel Ruiz-Canela et al., « Financial Conflicts of Interest and Reporting Bias Regarding the Association between Sugar-Sweetened Beverages and Weight Gain: A Systematic Review of Systematic Reviews », Public Library of Science Medicine, vol. 10, no 12,‎ 31 décembre 2013 (DOI 10.1371/journal.pmed.1001578, lire en ligne) :
- (en) Lisa Te Morenga, Simonette Mallard et Jim Mann, « Dietary sugars and body weight: systematic review and meta-analyses of randomised controlled trials and cohort studies », British Medical Journal,‎ 15 janvier 2013 (DOI 10.1136/bmj.e7492) :
- (en) Jonathan Gornall, « Sugar: spinning a web of influence », British Medical Journal,‎ 11 février 2015 (DOI 10.1136/bmj.h231)
- (en) Jonathan Gornall, « Sugar’s web of influence 2: Biasing the science », British Medical Journal,‎ 11 février 2015 (DOI 10.1136/bmj.h215)
- (en) Jonathan Gornall, « Sugar's web of influence 3: why the responsibility deal is a "dead duck" for sugar reduction », British Medical Journal,‎ 11 février 2015 (DOI 10.1136/bmj.h219)
- (en) Jonathan Gornall, « Sugar’s web of influence 4: Mars and company: sweet heroes or villains? », British Medical Journal,‎ 11 février 2015 (DOI 10.1136/bmj.h220)
- (en) Cristin E. Kearns, Stanton A. Glantz, Laura A. Schmidt et al., « Sugar Industry Influence on the Scientific Agenda of the National Institute of Dental Research’s 1971 National Caries Program: A Historical Analysis of Internal Documents », Public Library of Science Medicine,‎ 10 mars 2015 (DOI 10.1371/journal.pmed.1001798) :

#### Obésité, diabète, glycémie et maladies cardiovasculaires
- (en) G. H. Anderson, « Sugars and health: A review », Nutrition Research, vol. 17, no 9,‎ 1997, p. 1485–1498 (DOI https://dx.doi.org/10.1016/S0271-5317(97)00139-5)
- (en) M. Sigman-Grant et J. Morita, « Defining and interpreting intakes of sugars », The American Journal of Clinical Nutrition, no 78(4),‎ octobre 2003, p. 815S-826S (PMID 14522745, lire en ligne)
- (en) G. H. Anderson, « Sugars-containing beverages and post-prandial satiety and food intake », International Journal of Obesity, vol. 30, no S52–S59,‎ 2006 (DOI 10.1038/sj.ijo.0803493)
- (en) Richard J. Johnson, Mark S. Segal, Yuri Sautin et al., « Potential role of sugar (fructose) in the epidemic of hypertension, obesity and the metabolic syndrome, diabetes, kidney disease, and cardiovascular disease », The American Journal of Clinical Nutrition, vol. 86, no 4,‎ 5 mars 2007, p. 899-906 (PMID 17921363, lire en ligne) :
- (en) R. K. Johnson, L. Appel, M. Brands et al., « Dietary sugars intake and cardiovascular health: a scientific statement from the American Heart Association », Circulation, no 120(11),‎ 15 septembre 2009, p. 1011-20 (PMID 19704096, DOI 10.1161/CIRCULATIONAHA.109.192627, lire en ligne) :
- (en) Vasanti S. Malik, Barry M. Popkin, George A. Bray et al., « Sugar-Sweetened Beverages, Obesity, Type 2 Diabetes Mellitus, and Cardiovascular Disease Risk », Circulation, vol. 121, no 11,‎ 23 mars 2010 (DOI 10.1161/CIRCULATIONAHA.109.876185)
- (en) Vasanti S. Malik, Barry M. Popkin et George A. Bray, « Sugar-Sweetened Beverages and Risk of Metabolic Syndrome and Type 2 Diabetes », Diabetes Care,‎ novembre 2010 (DOI 10.2337/dc10-1079)
- (en) R. H. Lustig, L. A. Schmidt et C. D. Brindis, « Public health: The toxic truth about sugar », Nature, no 487(5),‎ 2 février 2012, p. 27-29 (DOI 10.1038/482027a, lire en ligne)
- (en) D. Romaguera, T. Norat, P. A. Wark et al., « Consumption of sweet beverages and type 2 diabetes incidence in European adults: results from EPIC-InterAct », Diabetologia,‎ juillet 2013 (DOI 10.1007/s00125-013-2899-8)
- (en) Lisa A. Te Morenga, Alex J. Howatson, Rhiannon M. Jones et Jim Mann, « Dietary sugars and cardiometabolic risk: systematic review and meta-analyses of randomized controlled trials of the effects on blood pressure and lipids », The American Journal of Clinical Nutrition,‎ 7 mai 2014 (PMID 24808490, DOI 10.3945/ajcn.113.081521, lire en ligne)
- (en) Mark A. Pereira, « Sugar-Sweetened and Artificially-Sweetened Beverages in Relation to Obesity Risk », Advences in Nutrition, vol. 5,‎ novembre 2014, p. 797-808 (DOI 10.3945/, lire en ligne)
- (en) Fumiaki Imamura, Laura O’Connor et Zheng Ye, « Consumption of sugar sweetened beverages, artificially sweetened beverages, and fruit juice and incidence of type 2 diabetes: systematic review, meta-analysis, and estimation of population attributable fraction », British Medical Journal,‎ 21 juillet 2015 (DOI 10.1136/bmj.h3576)
- Réginald Allouche, Sucre : l'ennemi public no 1, Éditions Albin Michel, 2024, 256 p. (lire en ligne)

#### Hygiène bucco-dentaire
- (en) Aubrey Sheiham et W. Philip T. James, « A reappraisal of the quantitative relationship between sugar intake and dental caries: the need for new criteria for developing goals for sugar intake », BMC Public Health,‎ 16 septembre 2014 (DOI 10.1186/1471-2458-14-863)

#### Cerveau
- (en) C. Colantuoni, J. Schwenker, J. McCarthy et al., « Excessive sugar intake alters binding to dopamine and mu-opioid receptors in the brain », Neuroreport, vol. 12, no 16,‎ 16 novembre 2001, p. 3549-3552 (PMID 11733709) :
- (en) R. Moltenia, R. J. Barnarda, Z. Ying et al., « A high-fat, refined sugar diet reduces hippocampal brain-derived neurotrophic factor, neuronal plasticity, and learning », Neuroscience, vol. 112, no 4,‎ 19 juillet 2002, p. 803–814 (DOI 10.1016/S0306-4522(02)00123-9)
- (en) Rudolph Spangler, Knut M. Wittkowskib, Noel L. Goddard et al., « Opiate-like effects of sugar on gene expression in reward areas of the rat brain », Molecular Brain Research, vol. 124, no 2,‎ 19 mai 2004, p. 134–142 (DOI 10.1016/j.molbrainres.2004.02.013)
- (en) Qing Yang, « Gain weight by “going diet?” Artificial sweeteners and the neurobiology of sugar cravings », Yale Journal of Biology and Medicine,‎ juin 2010, p. 101–108 (PMCID PMC2892765, lire en ligne)

#### Santé infantile
- (en) David S. Ludwig, Karen E. Peterson et Steven L. Gortmaker, « Relation between consumption of sugar-sweetened drinks and childhood obesity: a prospective, observational analysis », The Lancet, vol. 357, no 9255,‎ 17 février 2001, p. 505–508 (DOI 10.1016/S0140-6736(00)04041-1) :
- (en) R. A. Forshee, P. A. Anderson et M. L. Storey, « Sugar-sweetened beverages and body mass index in children and adolescents: a meta-analysis », The American Journal of Clinical Nutrition, vol. 87, no 6,‎ 13 février 2008, p. 1662-1671 (PMID 18541554, lire en ligne) « Erratum », The American Journal of Clinical Nutrition, Elsevier, vol. 89, no 1,‎ 2009, p. 441–442 (DOI 10.3945/ajcn.2008.27217, lire en ligne).
- (en) Jennifer L. Harris, Amy Heard et Marlene B. Schwartz, « Older but still vulnerable: all children need protection from unhealthy food marketing », Yale Rudd Center for Food Policy & Obesity,‎ janvier 2014 (lire en ligne)

#### Divers
- (en) K. D. Brownell, Farley, W. C. Willett et al., « The public health and economic benefits of taxing sugar-sweetened beverages », New England journal of medicine, vol. 361, no 16,‎ 2009, p. 1599-1605 (DOI 10.1056/nejmhpr0905723)
- (en) E. M. Wright, B. A. Hirayama et D. F. Loo, « Active sugar transport in health and disease », Journal of internal medicine, vol. 261, no 1,‎ 2007, p. 32-43 (DOI 10.1111/j.1365-2796.2006.01746.x)
- Gary Taubes et Cristin Kearns Couzens, « Big Sugar's Sweet Little Lies », sur motherjones.com, novembre-décembre 2012
- (en) Jee Woong J. Choi, Earl S. Ford, Xiang Gao et al., « Sugar-sweetened soft drinks, diet soft drinks, and serum uric acid level : The third national health and nutrition examination survey », Arthritis Care & Research,‎ 28 décembre 2007 (DOI 10.1002/art.23245)
- (en) CM Apovian, « Sugar-sweetened soft drinks, obesity, and type 2 diabetes », JAMA, no 292,‎ 2004, p. 978–9
- (en) Adel G. Fam, « Gout, diet, and the insulin resistance syndrome. », The Journal of rheumatology, Canada, vol. 29, no 7,‎ 2002, p. 1350–1355 (ISSN 0315-162X)
- (en) BT Emmerson, « The management of gout », N Engl J Med, no 334,‎ 1996, p. 445–51
- (en) IH Fox et WN Kelley, « Studies on the mechanism of fructose-induced hyperuricemia in man », Metabolism, no 21,‎ 1972, p. 713–21
- (en) F Stirpe, E Della Corte, E Bonetti et al., « Fructose-induced hyperuricaemia », Lancet, no 2,‎ 1970, p. 1310–1
- (en) BT Emmerson, « Effect of oral fructose on urate production », Ann Rheum Dis, no 33,‎ 1974, p. 276–80
- (en) J Perheentupa et K Raivio, « Fructose-induced hyperuricaemia », Lancet, no 2,‎ 1967, p. 528–31
- (en) T Nakagawa, KR Tuttle et RA Short, « Hypothesis: fructose-induced hyperuricemia as a causal mechanism for the epidemic of the metabolic syndrome », Nat Clin Pract Nephrol, no 1,‎ 2005, p. 80–6
- (en) SR Blakely, J Hallfrisch, S Reiser et al., « Long-term effects of moderate fructose feeding on glucose tolerance parameters in rats », J Nutr, no 111,‎ 1981, p. 307–14
- (en) AW Thorburn, LH Storlien et AB Jenkins, « Fructose-induced in vivo insulin resistance and elevated plasma triglyceride levels in rats », Am J Clin Nutr, no 49,‎ 1989, p. 1155–63
- (en) I. Zavaroni, S. Sander, S. Scott et al., « Effect of fructose feeding on insulin secretion and insulin action in the rat », Metabolism, no 29,‎ 1980, p. 970–3
- (en) J Cawley et C Meyerhoefer, « The medical care costs  of obesity: an instrumental variables approach », J Health Econ, vol. 31, no 1,‎ 2012, p. 219-230
- (en) A. S. Go, D. Mozaffarian, V. L. Roger et al., « Heart Disease and Stroke Statistics—2013 - Update: A Report from  the American Heart Association », Circulation, no 127,‎ 2013, e6-e245
- (en) D. K. Salunkhe et S. S. Deshpande, Foods of Plant Origin: Production, Technology, and Human Nutrition, Springer Science & Business Media, 6 décembre 2012, 501 p.